# Říše loutek
Říše loutek je loutkové amatérské divadlo v Praze, které bylo založeno sochařem Vojtěchem Suchardou v roce 1920. Prvním působištěm byla škola v Korunovační ulici v Praze 7, resp. zrušená školní kaple s vchodem ve Sládkově ulici. V roce 1928 se soubor přestěhoval do nových prostor, vybudovaných jako součást nové budovy Městské knihovny v Praze. Zde byla 20. května 1929 založena mezinárodní loutkářská unie UNIMA. V tomto prostoru působí soubor bez přestávky dodnes.

## Historie
Divadlo sídlí v budově Městské knihovny – Žatecká 1, Praha 1, Staré Město. Od svého založení v roce 1920 do roku 2015 odehrála Říše loutek 9230 představení pro 1 606 755 diváků. Uvedla 213 inscenací a podílelo se na nich 407 členů a spolupracovníků. Říše loutek vždy byla a stále je divadlo neprofesionální.

### Období 1920–1939
Divadélko „V říši loutek“ založili sochař Vojtěch Sucharda a jeho žena, malířka Anna Suchardová-Brichová. O početný soubor se postarali jejich přátelé a celý podnik byl financován jako družstvo – jednotliví členové vkládali do vznikajícího divadla své podíly. Prostory poskytla v Sládkově ulici na Letné tehdy ještě samostatná obec Bubeneč ve zrušené školní kapli měšťanské školy.
Zahajovacím představením byla 26. září 1920 pohádka Dlouhý, Široký a Bystrozraký, hrálo se každou sobotu a neděli a již v první sezoně bylo sehráno 86 představení. Vojtěch Sucharda vyřezával loutky, Anna Suchardová-Brichová je oblékala a vytvářela scénické výpravy. Režii obstarávala bývalá členka Národního divadla Marie Aichelburgová-Hilbertová, která také uváděla nezkušené členy souboru do tajů hereckého umění. Repertoár byl volen uvážlivě, vedle dobové produkce se uplatňovali i domácí autoři, zejména Anna Suchardová-Brichová, Václav Barth, František Ptáček a Bedřich Wunderlich.
Nové divadlo rázem upoutalo pozornost, a to především výtvarnou stránkou, ale i vyvážeností všech inscenačních složek. Na repertoáru se střídaly pohádky, činoherní klasika (Strakonický dudák, 1920; Lucerna, 1926) i fantastické féerie (Jak se dostal Kašpárek na Měsíc, 1922; Kašpárkův výlet do XXX. století, 1924). Vrcholem tohoto období se stala kvapilovsky laděná inscenace Shakespearova Večera tříkrálového (1925) v úpravě a režii Vladimíra Zákrejse.
Prostory letenského divadélka byly stísněné, a tak když bylo rozhodnuto o výstavbě loutkového divadla v nové budově Ústřední městské knihovny v centru Prahy, využila Říše loutek nabídku ke změně působiště. Členové souboru v čele s Vojtěchem Suchardou se pak i díky porozumění autora objektu, architekta Františka Roitha podíleli na celkové koncepci řešení divadelního prostoru i jeho vybavení. Pod pozměněným názvem zde Umělecká scéna „Říše loutek“ 19. prosince 1928 zahájila své působení.
Nové divadlo se stalo senzací, bylo označováno za nejmodernější loutkové divadlo na světě a pozornost budilo i během velké loutkářské výstavy a sjezdu loutkářských pracovníků v květnu 1929, kdy se Říše loutek stala dějištěm historické události – 20. května 1929 zde byla založena mezinárodní loutkářská organizace UNIMA.
I v novém sídle dominovala výtvarná práce manželů Suchardových, ale Říše loutek přinášela také nové podněty autorské a režijní, především zásluhou Vladimíra Šmejkala a Miloše Piláta. Vedle výpravných pohádek (O Honzovi, 1930; O Popelce, 1931) to byly dobrodružné hry (Vládce Himalají, 1934; Napoleon, 1935) a zejména revue (?K.D.O.?, 1931; Společnost s ručením neomezeným, 1932). Významně se uplatňovaly podněty divadelní avantgardy (Kašpárek na vlnách Fantas-oceánu, 1930; Čerstvý věneček ze starodávného kvítí, 1936; Pohádka pošťácká, 1936).

### Období 1940–1956
Válečné události zasáhly citelně i do činnosti Říše loutek, několik jejích členů prošlo koncentračními tábory, někteří v nich zahynuli. Provoz divadla se však podařilo udržet po celou válečnou dobu, změnil se ovšem pohled na dramaturgii. Některé zamýšlené projekty byly odloženy, např. Cocteauovi Svatebčané na Eiffelce či Gogolův Revizor. Na repertoár se naopak vrátila řada starších pohádkových her.
Nechyběly však nové inscenace. Cvrček houslista (1942) s nápaditě stylizovanými Suchardovými loutkami a působivou výpravou patřil k tomu nejlepšímu, co Anna Suchardová-Brichová jako autorka textu, výpravy i režie vytvořila. Diváckým trhákem byla Sněhurka a sedm trpaslíků (1941) inspirovaná slavným Disneyho filmem i s původní Churchillovou hudbou. Některé inscenace obsahovaly dospělými diváky vděčně přijímané dobové jinotaje: Čarovný plášť (1940), Konvalinky (1943). Významnou součástí repertoáru byla silvestrovská pásma sestavovaná Vladimírem Šmejkalem z marionetových i maňáskových čísel, nechyběly ani různé experimenty zkoumající výrazové možnosti loutek. Před samým koncem války se uskutečnila premiéra Husičky (1945), hry ruských autorek Niny Gernětové a Tatjany Gurevičové, která se pod názvem Kačátko stala jedním z repertoárových hitů poválečné doby. V Říši loutek byla tehdy uvedena pod jménem překladatele a režiséra Vladimíra Šmejkala. V roce 1944 zemřela Anna Suchardová-Brichová. V důsledku toho spolupracovali s Říší loutek i externí výtvarníci, např. Jiří Krejčí, Ivan Strnad, Jaroslav Benda či Richard Lander.
V poválečném období se těšila Říše loutek mimořádné divácké popularitě. V sezoně hrála 110 až 155 představení, většinou vyprodaných. Vzdor nejrůznějším ideologickým tlakům se soubor držel své cesty, a jen tak se mohlo stát, že když se všude zaklínali socialistickým realismem, uvedla Říše loutek Hauffovu pohádku Kamenné srdce (1950) v expresivní výpravě Jiřího Krejčího.
Bylo to však také období existenční nejistoty. Když se rodila myšlenka vzniku profesionálních loutkových divadel, byla Říše loutek jednou z prvních scén, které byla profesionalizace nabízena. V lednu 1949 bratislavská konference Divadelní a dramaturgické rady rozhodla začlenit Říši loutek do sítě profesionálních divadel jako pobočnou scénu Ústředního loutkového divadla. Soubor se však jednoznačně rozhodl pro zachování samostatné amatérské existence. V následujících letech začala likvidace spolků a tělovýchovných organizací a došlo i na Říši loutek. V roce 1953 se stala součástí Městského domu osvěty. Nový zřizovatel se však zachoval k souboru vstřícně. Vojtěcha Suchardu přijal do zaměstnaneckého poměru jako uměleckého vedoucího divadla a navíc byl ochoten v roce 1955 financovat zásadní rekonstrukci elektroinstalace a celého jevištního zařízení.
V roce 1956 se Vojtěch Sucharda vzdal své principálské funkce. S Říší loutek se rozloučil andersenovskou inscenací Pasáček vepřů (1956), ke které navrhl výpravu Suchardův synovec Cyril Bouda.

### Období 1957–2015
V lednu 1957 se stal novým uměleckým vedoucím Říše loutek sochař Bohumír Koubek. Navázal na tradici, ale zároveň dal inscenacím moderní výraz. Hned jeho první inscenace – Cinybulkovy Hračky na cestách (1957) – byla uvedena na Loutkářské Chrudimi a dostalo se jí uznání za herecké výkony i režijní vedení. Následovaly inscenace opírající se o kvalitní, prověřené texty a Koubek, který se stal nejen dominantním výtvarníkem souboru, ale také kmenovým režisérem, dokázal dát každé z nich osobitou tvář. Významnou inscenací se stal Maškův Pohádkový zákon (1961), jehož výtvarně působivé a technologicky vynikající marionety umožnily představit soubor Říše loutek v tom nejlepším světle.
Příležitost dostali i další členové divadla: v režii Jan Novák a Rudolf Zezula, ve výtvarné oblasti Rudolf Zezula a Ladislav Rak. Také v dramaturgii se snažila jít Říše loutek neprošlapanými cestami: uvedla domácí autorské práce (Dobrodružství mezi hvězdami, 1961) i několik vlastních překladů z ruštiny (Kouzelník Smaragdového města, 1966). V Říši loutek od roku 1962 působil jako recitátor, představitel dětských rolí a později i jako loutkoherec Vladimír Marek. Objevným počinem byla inscenace majstrštyku lidových loutkářů, Johana doktora Fausta (1968), kterou Bohumír Koubek pojednal jako poctu jejich odkazu. Krátce nato uvedl svou autorskou inscenaci Malé loutkové varieté (1970) a pro inspiraci se opět vydal k lidovým loutkářům a k cirkusovým klaunským číslům. Když se Koubek rozhodl opustit principálský post, rozloučil se sugestivní výpravou baladické Renčovy hry Labutí princ (1972).
Po Koubkovi nastoupila na místo umělecké vedoucí členka souboru, čerstvá absolventka loutkářské katedry DAMU Hana Zezulová. S jejím příchodem nastala změna způsobu práce. Doposud stál v čele souboru výtvarník, který určoval tvářnost inscenací. Herečka a režisérka Hana Zezulová se však věnovala především režii, výtvarníci byli vybíráni pro konkrétní inscenace, ať už to byli členové souboru (Bohumír Koubek, František Valena), nebo externisté (Ivan Antoš, Renata a Martin Lhotákovi, Šárka Váchová). Další výraznou proměnou bylo rozšíření používaných loutkářských technik. Po předchozí hegemonii marionet a občasném využití maňásků se v tomto období volila technologie podle charakteru textu, a tak se s marionetami pravidelně střídali maňásci, javajky, spodové marionety, tyčové i plošné loutky.
Říše loutek působila pod několika zřizovateli. Po Městském domu osvěty to byla Městská lidová knihovna (od roku 1961), Kulturní dům hlavního města Prahy (od roku 1976) a posléze Kulturní dům Prahy 1 (od roku 1989). V roce 1991 obnovila svou právní subjektivitu, což mimo jiné znamenalo další proměnu vnitřní organizace. Soubor už nemá placeného uměleckého vedoucího, v jeho čele stojí volené orgány. Režiséři i výtvarníci jsou vybíráni pro jednotlivé inscenace a vzhledem k tomu, že jejich okruh se rozšiřuje, je pestřejší i škála výtvarných a režijních rukopisů. Od roku 1991 hostuje v Říši loutek Národní divadlo marionet, které se v roce 1993 stalo nájemcem divadla.
V srpnu 2002 postihla Říši loutek povodeň, která zničila všechny dekorace, zasáhla část loutek a technického zařízení a celý divadelní archiv. Nejhůře poškodila samotné divadlo. Při obnově pomáhali státní i městské instituce, nejrůznější organizace i jedinci a také loutkáři z mnoha souborů.
Říše loutek uvádí převážně pravidelná představení na své domácí scéně. Zajíždí však také na různé festivaly, přehlídky či jednorázové akce, hrála ve Francii, Německu, Irsku, na Ukrajině, na Slovensku, ale také v Rumunsku či Srbsku. V posledních letech je část dětských představení tlumočena do českého znakového jazyka.

## Vedení souboru
- 1920–1956 akad. soch. Vojtěch Sucharda
- 1957–1971 akad. soch. Bohumír Koubek
- 1971–1973 Hana Zezulová
- 1973–1977 ing. Jan Novák
- 1977–1980 Hana Zezulová
- 1980–1985 Marie Šlemrová
- 1985–1991 vedení dosazeno zřizovatelem
- 1991–1993 Ing. Jiří Bažil
- 1993–2005 Vladimír Novák
- od 2005 Ing. Žofie Janatová, umělecká vedoucí Táňa Zlesáková